# Мугазі (озеро)

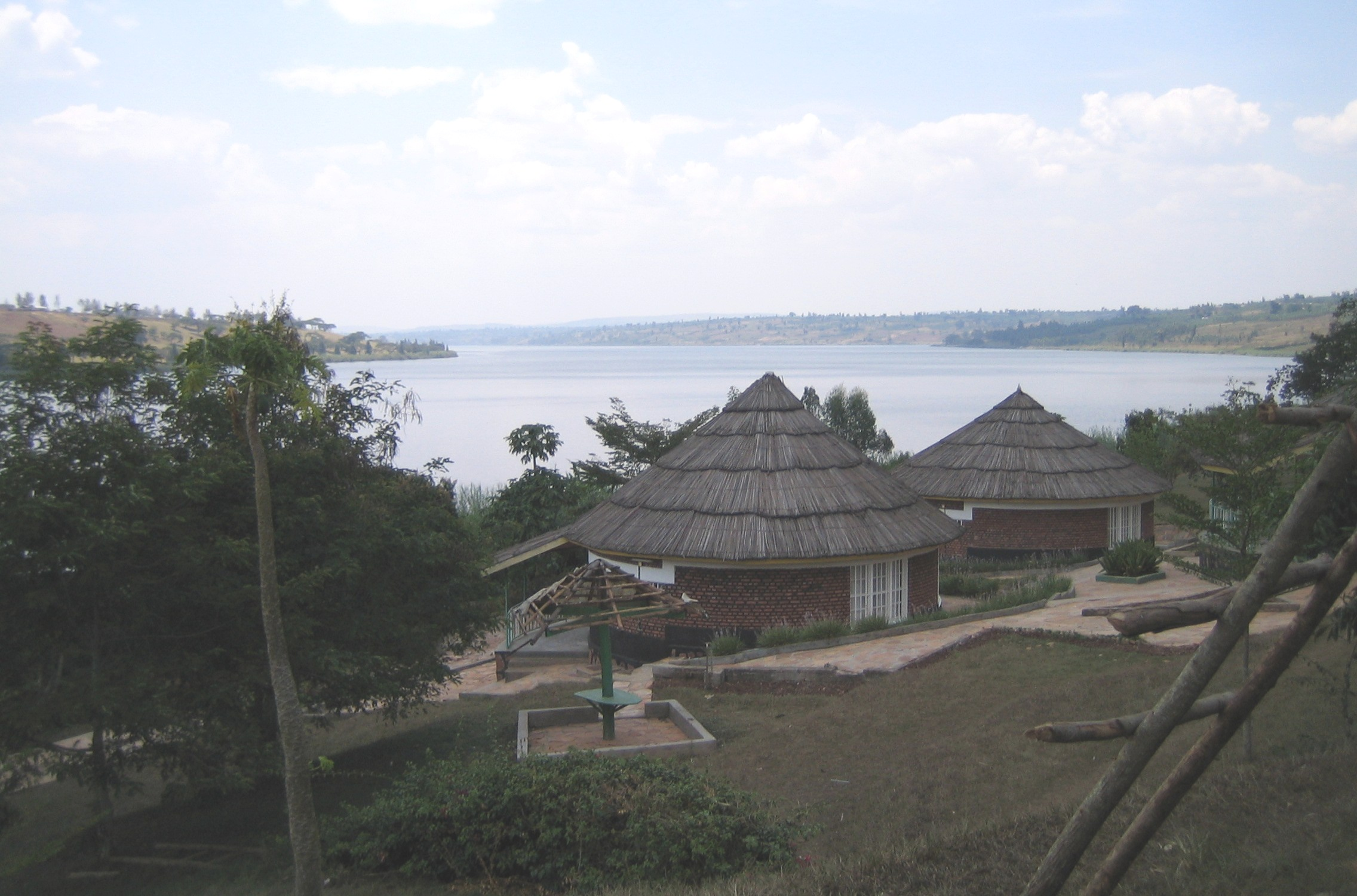
Село Ґахіні на березі Мугазі

Мугазі — озеро в Руанді (кінья-руанда — Ikiyaga cya Muhaz), розташоване в Східній провінції. Водозбірна площа складає 830 км², площа поверхні 33 км², найбільша ширина — 600 метрів.
.

## Загальні відомості
Переважна частина розташована на території Східної провінції Руанди, менша західна частина утворює межу між Північною і провінцією Кігалі. Мугазі — це озеро руслоподібного типу, витягнуте зі східного в західному напрямку з численними відгалуженнями — гирлами річок. На західному боці озера розташована збудована 1999 року гребля, що замінила земляну, котра була збудована кілька сторіч тому. Води з озера живлять річку Ньябугого, котра, своєю чергою, впадає у Ньябаронго, частину верхнього Нілу.
Дістатися до озера є можливим дорогами з Кігалі на Ґатуну, Кайонзу та Кагітумбу. Згідно з історичними переказами королівства Руанди, населені пункти на березі озера засновані в XIV столітті після розпаду імперії Кітара, столицею якого було сучасне місто Рвамагана. Князівство Руанда тоді було сусідом таких же уділів Бугесера та Ґісака. Князівство розвивалося та з часом розширило свої володіння до озера Ківу. Під час розширення володінь королівства місцевість навколо озера стала місцем релігійних вшанувань, Мугазі — синонімом королів Мвамі. У кінці XVI — на початку XVII століття державне утворення захоплене королівством Буньоро, королі Мвамі змушені емігрувати.
Почергово околиці озера перебували у німецькій та бельгійській власності, з 1922 року — під британським контролем. Почали проводитися геодезичні вимірювання, необхідні для будівництва залізниці Кейптаун-Каїр, в тому часі тут міцно вкоренилися протестанти із Church Mission Society. 1924 року землі навколо озера британцями повернуті бельгійцям, які, однак, дозволили протестантам робити свою роботу, і 1924-го останні відкрили лічницю при місіонерстві в Ґахіні.
1994 року під час Громадянської війни в Бурунді навколо озера також відбувалося кровопролиття, чимало бойовиків «Інтерахамве» при відступі потонули у водах Мугазі.
На водах Мугазі проживає популяція видри плямистошийої, з представників птахів — орлан африканський (Haliaeetus vocifer), Corythornis cristatus, Ceryle rudis, Muscicapa aquatica, Ploceus cucullatus, птах-миша Colius striatus, Turdoides sharpei, Turdoides jardineii, райська мухоловка Terpsiphone viridis, нектарниці Chalcomitra senegalensis і Nectarinia kilimensis, Cyanomitra verticalis, горобцеподібні — мозамбіцький канарковий в'юрок Serinus mozambicus, Pytilia melba. Гніздяться баклан великий і білошиїй. Також гніздяться африканські лелеки — Anastomus lamelligerus, Mycteria ibis, чапля єгипетська, журавель вінценосний східний.
З рибного царства зустрічаються вселені представники роду Haplochromis, дводишні — Protopterus aethiopicus, тиляпії. Серед представників фітопланктону — Microcystis aeruginosa, Ceratium hirundinella.
В околицях озера розвинений туризм, розташований Національний парк Акагера.